# Radio Złote Przeboje
Radio Złote Przeboje – ogólnopolska sieć rozgłośni radiowych, powstała w 1997. Nadaje program w formacie muzycznym AC. Właścicielem marki jest Grupa Radiowa Agory Sp. z o.o. wchodząca w skład spółki Agora SA. Dyrektorem programowym rozgłośni od marca 2024 jest Joanna Sołtysiak, związana z Radiem Złote Przeboje od 2018 r. jako dyrektor muzyczna.

## Historia
Początkowo emitowano tu jedynie utwory z lat 60., 70. i 80. XX wieku. Z czasem repertuar muzyczny został poszerzony o przeboje pochodzące z lat 90. i kolejnych. Obecnie stacja emituje głównie piosenki z lat 80., 90. i 2000.
Grupą docelową są głównie słuchacze w wieku 25–50 lat.
Od grudnia 2007 do stycznia 2010 roku z rozgłośnią związany był Marek Niedźwiecki – jeden z najpopularniejszych polskich dziennikarzy muzycznych. Od stycznia 2008 prowadził kilka audycji, między innymi swoją autorską listę przebojów (lista przebojów Marka Niedźwieckiego).  Oprócz niego z radiem związanych było wiele innych znanych osób, m.in.: Robert Janowski, Jarosław Boberek, Marcin Prokop, Michał Koterski czy Paweł Sulik.

## Emisja
W 2007 sieć przeszła proces centralizacji, nadając ogólnopolski sygnał z Warszawy. Dzięki systemowi rozszczepień antenowych występują lokalne (Białystok, Bydgoszcz, Częstochowa, Gdańsk, Jelenia Góra, Katowice, Kraków, Lublin, Łódź, Nowy Sącz, Opole, Poznań, Rzeszów, Szczecin, Tarnów, Wałbrzych, Warszawa, Wrocław, Zamość, Zielona Góra, Wetlina) bloki reklamowe, wiadomości, pogoda oraz bieżące informacje dla kierowców. Taki zabieg miał na celu redukcję kosztów działalności poszczególnych stacji.
Radio Złote Przeboje jest dostępne również za pośrednictwem serwisu internetowego Tuba.fm.